# Русски
Русски — деревня в Краснопрудской волости Псковского района Псковской области России.
Расположена в 4 км к востоку от волостного центра Кирово и в 38 км к югу от города Пскова.

## Население
Численность населения деревни по состоянию на 2000 год составляла 6 жителей.
| 2001 | 2002 | 2010 |
| ---- | ---- | ---- |
| 6    | ↗8   | ↘5   |

## История
До 31 декабря 2010 года деревня входила в состав ныне упразднённой Москвинской волости.